# ديريك كوكس
ديريك كوكس (بالإنجليزية: Derek Cox)‏ هو لاعب كرة قدم أمريكية أمريكي، ولد في 22 سبتمبر 1986 في وينترفيل في الولايات المتحدة.

## وصلات خارجية
- ديريك كوكس على موقع مرجع كرة القدم المحترفة.كوم (الإنجليزية)